# ريكي ولز
ريكي ولز (بالإنجليزية: Ricky Wells)‏ هو متسابق دراجات نارية أمريكي، ولد في 27 يوليو 1991 في أوكلاند في نيوزيلندا.